# Бакин, Сергей Владимирович
Серге́й Влади́мирович Ба́кин — советский, российский художник, член Союза художников России, Почетный деятель искусств России
, Почетный деятель искусств Европы
, Почетный деятель искусств Мира
.

## Биография
Сергей Бакин родился 13 мая 1957 года в Ленинграде. В 1975 году он окончил Среднюю художественную школу при Академии художеств, а после 
промышленное училище имени Мухиной по классу моделирования одежды. В 1982 году Сергей Бакин окончил училище и начал работать в Доме Моделей. После нескольких выставок своих коллекций одежды, в том числе и зарубежных, после семи лет работы уволился. В дальнейшем Сергей полностью посвятил себя живописи. Главной темой творчества художника являются пейзажи, закулисная жизнь балета и все, что интересно.
Является членом Союза художников России. Член творческого союза (IFA). Санкт-Петербуржское Общество Пастелистов. Член французского общества пастелистов. Лауреат Art du Pastel en France 2003 и 2012 года. Порядка 200 групповых выставок, в том числе с группой Митьки (1988—1989 гг) и юбилейная выставка Митьки-25 лет. В 1995—1996 — аукцион Druo (Франция). 1996—2013 — осенняя и весенняя выставки Союза художников России, ЦВЗ «Весь Петербург», 2020-2023 — выставки Евразийского союза художников.
Работы Сергея Бакина находятся в собраниях Государственного Эрмитажа, Санкт-Петербургского государственного бюджетного учреждения культуры «Центральный выставочный зал «Манеж», Государственного музея «Царскосельская коллекция» (г. Пушкин), в Музее изобразительных искусств Республики Карелия (Петрозаводск), Музея изобразительных искусств Архангельска, Музея современного искусства «Эрарта» (Санкт-Петербург), Рязанского государственного областного художественного музея им. И.П. Пожалостина, Старооскольском художественном музее, Тульском музее изобразительных искусств, а также в частных коллекциях в России, США, Франции, Швеции, Англии, ФРГ и других стран
.

## Персональные выставки
{{Hider|title = Персональные выставки Сергея Бакина|title-style = text-align: left; color: black; background-color: lavender; font-weight: bold; |content-style = color: black; background-color: ghostwhite; text-align: left; |hidden=1 |content =
1. 1987 — мастерская А.Флоренского, Санкт-Петербург
2. 1988 — редакция журнала «Аврора», Санкт-Петербург
3. 1993 — музей-квартира Достоевского, Санкт-Петербург
4. 1993 — Российский этнографический музей, Санкт-Петербург
5. 1996 — галерея «Борей», Санкт-Петербург
6. 1997 — галерея Шмитц, Мюнхен, Германия
7. 1999 — музей-квартира Некрасова, Санкт-Петербург
8. 1999 — Музей-квартира им.Ф.М.Достоевского, Санкт-Петербург
9. 2000 — торговая фирма «Karstadt», Гамбург, Германия
10. 2000 — галерея Борнеман, Любек, Германия
11. 2002—2003 — Галерея Спас (тема Балет)
12. 2003 — Арт-кафе «Брейк», Санкт-Петербург
13. 2004 — Гали-галерея, Бордо, Франция
14. 2005—2009 — групповые выставки Санкт-Петербургского общества пастелистов
15. 2006 — антикварный центр, Мадрид, Испания
16. 2008 — Музей-квартира Бродского (Ню)
17. 2008 — Галерея Альбом
18. 2010 — Залы Союза Художников (Закулисье — групповая выставка)
19. 2010 — персональная выставка. Лавка художника (Невский пр., 8)
20. 2010 —  Санкт-Петербург Союз художников
21. 2011 — Галерея Красная Палатка, Буксир и Порт Весна
22. 2011 — Бакин в Лондоне (серия Балет)
23. 2011 — «Лавка Художника», Санкт-Петербург
24. 2011 — «Бакин в Лондоне» «Percy Barti Gallery» Лондон
25. 2012 — «Бакин в Лондоне» «Percy Barti Gallery» Лондон
26. 2012 — Муниципальная Галерея г. Веймар Германия
27. 2012 — персональные выставки в Санкт-Петербурге (галерея Борей — Деревья и Небесная Линия)
28. 2014 — «Обо всем на свете», Творческий союз художников России, Санкт-Петербург
29. 2014 — «Сербия», галерея «Борей», Санкт-Петербург
30. 2014 — Галерея «Наша», Пермь
31. 2015 — Арт-кафе «Подвал бродячей собаки», Санкт-Петербург
32. 2015 — Галерея «Адамант», Санкт-Петербург
33. 2015 — «Балет», КЗ Мариинского театра, Санкт-Петербург
34. 2015 — «Балет», Арт-кафе Мариинского театра, Санкт-Петербург
35. 2016 — «Балет», Арт-кафе Мариинского театра, Санкт-Петербург
36. 2016 — «Марсельские рисунки», галерея «Матисс-клуб», Санкт-Петербург
37. 2017 — «Город», КЗ Мариинского театра, Санкт-Петербург
38. 2018 — «Балет, балет, балет!», КЗ Мариинского театра, Санкт-Петербург
39. 2018 — Галерея «Жил и работал», Санкт-Петербург
40. 2018 — «Из России с любовью» Городской выставочный зал, Иматра, Финляндия
41. 2019 — «Дома на Леонтьевской», Музей «Царскосельская коллекция»», Санкт-Петербург
42. 2019 — «Балет», галерея «Борей», Санкт-Петербург
43. 2019 — «Про театр», Творческий союз художников России, Санкт-Петербург
44. 2021 — Галерея «Дар», Псков
45. 2021 — Центральный выставочный зал, г. Луга
46. 2021 — «Bakin-art.com» Дом-музей Н.Седнина Москва
47. 2021 — «С.Бакин.Трепет жизни» Библиотека им.Тургенева Москва
48. 2022 — «По Леонтьевской» Историко-литературный музей г. Пушкин
49. 2022 — «Бакин С.» Галерея «Центр» Псков
50. 2022 — «Жизнь на пуантах» Большой Кремлевский дворец Москва
51. 2022 — «Бакин С». «Первая галерея» Москва
52. 2022 — «С.Бакин. Живопись» Секция живописи Союза художников Санкт-Петербург
53. 2022 — «Жизнь на пуантах» Музей «Садовое кольцо» Москва [15]
54. 2022 — «С.Бакин. Живопись. Графика» Международный центр «Вартанум» Санкт-Петербург
55. 2022 — «Персоны» Новая Третьяковка Москва
56. 2023 — «Памяти архитектора Данини» Историко-литературный музей г. Пушкин
57. 2023 — «Легкое касание глубоких истин» Галерея «Арт-Матрица» Санкт-Петербург
58. 2023 — «Коллекция Ленинград - Петербург. Часть 1. Известный русский Авангард» Аукцион 1 «АДАМ», Аукционного дома галереи «Арт-Матрица» АДАМ, Bidspirit
59. 2023 — «Коллекция Ленинград - Петербург. Часть 2. Contemporary art» Аукцион 1 «АДАМ», Аукционного дома галереи «Арт-Матрица» АДАМ, Bidspirit
60. 2023 — «АДАМ и ЕВА @Живопись !Графика» Аукцион 2 «АДАМ», Аукционного дома галереи «Арт-Матрица» АДАМ, Bidspirit
61. 2023 — «Балет» «Art Cquer Gallery» Санкт-Петербург
62. 2024 — «Бакин С.» Галерея «Частная коллекция» Новосибирск
63. 2024 — «Bakin-art» Студия на Чистых прудах Москва
64. 2024 — «La vie intime» Студия А.Калугиной Москва
65. 2024 — «Балет» Государственный театр оперы и балете «Новат» Новосибирск

## Галерея

Кафе. 1993
Незнакомка. 1993
На Карповке. 1999
Абстракция. 2000
Карнавал. 2001
Бордо. Ночь 2006
Причастие. 2012
За кулисами. 2019
Полет. 2021
Карнавал. 2023

## Награды
| Year | Award                                           | Nomination                 | Result  | Source |
| ---- | ----------------------------------------------- | -------------------------- | ------- | ------ |
| 2012 | Международный конкурс Art du Pastel en France   | пастель                    | Победа  | [ 15 ] |
| 2020 | Международный конкурс AEA-2020 (весенний сезон) | живопись                   | Серебро | [ 16 ] |
| 2020 | Международный конкурс AEA-2020 (весенний сезон) | графика                    | Золото  | [ 16 ] |
| 2020 | Международный конкурс AEA-2020 (осенний сезон)  | живопись                   | Золото  | [ 1 ]  |
| 2020 | Международный конкурс AEA-2020 (осенний сезон)  | графика                    | Золото  | [ 1 ]  |
| 2020 | Международный конкурс AEA-2020 (осенний сезон)  | конфессиональное искусство | Бронза  | [ 1 ]  |
| 2021 | Международный конкурс AEA-2021 (весенний сезон) | живопись                   | Серебро | [ 2 ]  |
| 2021 | Международный конкурс AEA-2021 (весенний сезон) | графика                    | Золото  | [ 2 ]  |
| 2021 | Международный конкурс AEA-2021 (весенний сезон) | мода                       | Золото  | [ 2 ]  |
| 2021 | Международный конкурс AEA-2021 (весенний сезон) | конфессиональное искусство | Золото  | [ 2 ]  |
| 2021 | Международный конкурс AEA-2021 (весенний сезон) | литература                 | Серебро | [ 2 ]  |
| 2021 | Международный конкурс AEA-2021 (осенний сезон)  | живопись                   | Золото  | [ 17 ] |
| 2021 | Международный конкурс AEA-2021 (осенний сезон)  | графика                    | Золото  | [ 17 ] |
| 2021 | Международный конкурс AEA-2021 (осенний сезон)  | арт-проект                 | Бронза  | [ 17 ] |
| 2021 | Международный конкурс AEA-2021 (осенний сезон)  | мода                       | Золото  | [ 17 ] |
| 2022 | Международный конкурс AEA-2022 (весенний сезон) | живопись                   | Золото  | [ 3 ]  |
| 2022 | Международный конкурс AEA-2022 (весенний сезон) | графика                    | Золото  | [ 3 ]  |
| 2022 | Международный конкурс AEA-2022 (весенний сезон) | арт-проект                 | Серебро | [ 3 ]  |
| 2022 | Международный конкурс AEA-2022 (весенний сезон) | мода                       | Золото  | [ 3 ]  |
| 2022 | Международный конкурс AEA-2022 (осенний сезон)  | живопись                   | Золото  | [ 18 ] |
| 2022 | Международный конкурс AEA-2022 (осенний сезон)  | графика                    | Серебро | [ 18 ] |
| 2022 | Международный конкурс AEA-2022 (осенний сезон)  | конфессиональное искусство | Бронза  | [ 18 ] |
| 2023 | Международный конкурс AEA-2023 (весенний сезон) | живопись                   | Золото  | [ 19 ] |
| 2023 | Международный конкурс AEA-2023 (весенний сезон) | графика                    | Золото  | [ 19 ] |
| 2023 | Международный конкурс AEA-2023 (весенний сезон) | конфессиональное искусство | Серебро | [ 19 ] |
| 2023 | Международный конкурс AEA-2023 (весенний сезон) | мода                       | Серебро | [ 19 ] |
| 2023 | Международный конкурс AEA-2023 (осенний сезон)  | живопись                   | Золото  | [ 20 ] |
| 2023 | Международный конкурс AEA-2023 (осенний сезон)  | графика                    | Серебро | [ 20 ] |
| 2023 | Международный конкурс AEA-2023 (осенний сезон)  | мода                       | Серебро | [ 20 ] |
| 2024 | Международный конкурс AEA-2024 (весенний сезон) | графика                    | Серебро | [ 21 ] |
| 2024 | Международная премия SV-2024 (весенний сезон)   | живопись                   | Золото  | [ 22 ] |
| 2024 | Международная премия SV-2024 (весенний сезон)   | графика                    | Золото  | [ 22 ] |
| 2024 | Международная премия SV-2024 (весенний сезон)   | арт-проект                 | Бронза  | [ 22 ] |

Награждён орденом «Почетный гражданин России», медаль ордена «Звезда Виртуоза»
орденом «Звезда Виртуоза», орденом «Ярослава Мудрого», Почетным дипломом Музея Николая Седнина
орденом «ЭЛИТАРХ» второй степени, орденом «Звезда Виртуоза» второй степени|.